# テレビブロス
『テレビブロス』（題字表記：TV Bros.）とは、かつて東京ニュース通信社が発行していたテレビ情報誌である。2018年4月より隔週刊から月刊になり、2020年4月号をもって定期刊行を終了した。
2024年現在、noteにおいて有料コンテンツ「TvBros.note」（月額500円）が提供されている。

## 概要
定価180円。2000年代以降は「特別定価」として190円以上で販売される場合が多くなり始め、その後210円を経て、2011年10月以降は230円、2013年以降は240円、同年9月14日号以降は250円で販売されている。
同社の主力テレビ情報誌『週刊TVガイド』の廉価版・サブ的な位置づけとして1987年7月1日に創刊された（創刊号は7月4日号）。他のテレビ雑誌とは一線を画した編集姿勢は根強い支持を得ている。キャッチフレーズは"the TV magazine of the future"、"ありえないテレビ誌"。
2018年までの隔週刊誌時代、北海道版、関東版、中部版、関西版、九州版を発行。かつては宮城・福島版、長野・新潟版、静岡版、広島・岡山・香川版も発行していたが、いずれも2006年に休刊した。
2012年に、創刊25周年を迎えた。同年3月28日には、『創刊25周年記念 ピピピクラブ 傑作選 1987-2012』と題して本誌の読者投稿コーナー『ピピピクラブ』の投稿作品などをまとめた臨時増刊号（5月10日号）を発売した。7月4日には、7月7日号が「創刊25周年超特大号第1弾」として発売。本誌25年の歴史を振り返る企画「テレビとブロスの25年大特集」が掲載された。
2013年7月17日発売の7月20日号で、累計販売数1億冊を達成した事を本誌で告知。
2018年3月20日発売の同年3月24日号で、月1回刊行（以後は毎月24日発売）、「番組表」の掲載を終了することが発表。この号より地方版の発売を終了し、全国発売となった。
2020年2月22日発売の同年4月号をもって月刊発売を終了し、以降は「別冊TV Bros.」「Bros.BOOKS」などによる不定期刊行と、同年春から予定されているデジタル媒体へ変更されることが、定期購読者あてに1月に届いた3月号に同封された文書で明らかになり、定期購読料金の残金は返金されると伝えられた。
2020年4月22日に「総集編特大号」として同年6月号が発売され、アオリとして「いつまでもあると思うな親とブロス」「さらば、紙の定期紙！これからは不定期紙&ウェブでよろしく！」と表紙に書かれていたが、同年8月24日に同年10月号が、同年10月23日に同年12月号が発売され、2020年10月の時点では隔月刊誌的な刊行状況になっている。なお、同年4月号と6月号の間に「月号」の表記はないが同年3月25日に「別冊TV Bros.全国ラジオ特集 powered by radiko」が刊行されており、実質的な5月号である。
2020年5月13日よりデジタル媒体として、noteで「TV Bros. note版」をスタートした。

### 特徴
他のテレビ雑誌が誌面をカラー化している中、創刊当時から2013年8月31日号（同28日発売）までの26年間にわたり、番組表は赤・黒の2色刷りでそれ以外はモノクロページのみで構成されていた。2013年9月11日発売の同14日号から、赤・黒2色の番組表ページとモノクロページを残しつつ、特集ページをオールカラー化させた。
特集記事についても、他誌のように人気ドラマやアイドルばかり取り上げることはせず、特撮番組のDVDや深夜番組など狭隘な分野を好んで取り上げ、徹底した差別化を図っていた。編集の自由度も高く音楽欄では日本国外のロック・テクノ・ヒップホップなどが中心、アジアのアングラ音楽なども取り上げ映画欄はミニシアター系やマイナーな海外作品が主でコアなアーティスト・作品をフィーチャーし、本来のテレビ記事では番組に対する遠慮のない毒性の強い批評も載せており、特に読者投稿コーナー「ピピピクラブ」では、番組やその出演者に対して過激な揶揄や批判も許されている。その強い個性から、テレビ雑誌ではなくサブカルチャー雑誌とみなされることもある。またテレビ雑誌には珍しく、購入できるバックナンバーが豊富である。かつては誤植の多さでも有名だった。
コラム執筆陣の豊富さも強い特徴の一つであり大人計画の松尾スズキや爆笑問題、キリンジから海洋堂の専務、ラーメンズにいたるまであまりテレビとは関係ないバラエティ豊かなコラムが多数連載されている。創刊当初は泉麻人・いとうせいこうをメインにブレイク前のナンシー関など宝島系のコラムニストが参加し、ナンシー関は署名なしで番組欄のミニコラム『ブロス探偵団』も執筆していた（のちに山田美保子→スージー鈴木も担当）。その後には石野卓球・ピエール瀧（電気グルーヴ）、小山田圭吾、スチャダラパー、忌野清志郎などミュージシャンの連載も多い。特に電気グルーヴはかつての高校の同級生がテレビブロス編集部に在籍していたためよく取り上げられ『テクノ専門学校』などの特集企画にも多数参加しており、一時期「隠れテクノ雑誌」とまで呼ばれていた。「面白いコラム満載のサブカル誌」と紹介されたこともある。雑誌編集者の花田紀凱は、『Web & Publishing 編集会議』編集長当時、『ダカーポ』のインタビューで愛読誌の一つに挙げ、「コラムがずばぬけておもしろい」「テレビ欄がいらないくらい」と発言したことがある。
この雑誌の行う「好きな男・嫌いな男」ランキングは芸能人と一緒に仕事をした女性タレントや女性スタッフたちが選ぶランキングであり、他誌のランキングとは上位の結果が異なることが多い。例えば女性誌『anan』の「好きな男」No.1の木村拓哉がこの雑誌では嫌いな男にランキングされており、主演ドラマ『プライド』での事故を酷評したテレビ雑誌もこの雑誌だけである。また2005年4月に発表されたランキングではライブドアショック以前の調査でありながら、堀江貴文が「嫌いな男」1位になった。前年の2004年の「嫌いな男」1位は当時防衛庁長官だった石破茂だった。
また、他の雑誌でも扱わないマニアックなランキングも扱っている。

## 歴代の連載担当者／連載記事
※50音順。特記ない限り、コラム・エッセイの担当者を記載。『』内は連載タイトル。

### あ
- 浅草キッド…『キッド人生劇場 お笑い男の星座』
- 天久聖一
- 石野卓球
- 泉麻人
- 一瀬大志
- いとうせいこう
- 忌野清志郎
- 遠藤みちスケ
- おおひなたごう（漫画。以下、連載リスト）
  - 『マンガのリズム』（1991年9月開始）
  - 『オーロラマント』（1992年10月開始）
  - 『天使のらくがき』（1993年6月開始）
  - 『電光石火作戦』（1993年12月開始）
  - 『俺に血まなこ』（1994年4月開始）
  - 『俺に血まなこグレート』（1995年3月開始）
  - 『ギターは苺でいっぱい』（2001年2月開始）
  - 『俺に血まなこがくる!!』（2002年10月開始）
  - 『特殊能力アビル』（2003年5月開始）
- 大森靖子
- 岡田斗司夫
- 掟ポルシェ
- オダギリジョー
- 小田嶋隆
- 小山田圭吾

### か
- 片桐仁（ラーメンズ）
- 川勝正幸
- 川崎和哉
- 川谷絵音
  - 『ブレないから、やるせない』
- 川野将一（以下、連載リスト）
  - 『ラヂオブロス』（日本各地のラジオ番組を紹介したコラム。2000年10月14日号 - 2003年12月6日号連載。2004年10月に、バジリコから加筆・再構成の上で同名書籍を刊行。コード：ISBN 4901784552）
  - 『TV検定ドリル』（2006年11月25日号 - ?。2008年11月19日に、同連載をもとに書き下ろした書籍『テレビ検定平成特選100番組 なぜ小堺一機は徹子の部屋に招かれないのか?』を刊行。コード：ISBN 4863360320）
- きゃりーぱみゅぱみゅ…『あたしアイドルじゃねぇし!!!』（2012年1月21日号より、隔号連載。2012年12月22日号、2013年7月20日号には特別編が掲載[6]）
- キリンジ
- キリングセンス
- 久保みねヒャダ（久保ミツロウ・能町みね子・ヒャダイン）『久保みねヒャダこじらせブロス』2017年6月号 - 2020年4月号
- 倉本美津留

### さ
- 佐久間英夫
- サポティスタ
- ザリガニワークス
- 志磨遼平…『DEAD IN THE BOOKS』
- 清水ミチコ
- しりあがり寿
- ジョン・ヒロボルタ
- スージー鈴木（山田美保子の後任として、『ブロス探偵団』を担当[4]）
- スチャダラパー
- 曽我部恵一

### た
- ダ・ヴィンチ・恐山
- 高橋洋二
- 滝本誠
- 田端到
- ダミー&オスカー
- 千原兄弟（2004年から2013年まで、千原せいじと千原ジュニアの隔週交代という形でコラムを連載した。終了後の2013年10月15日に、連載を再編集した書籍『千原Bros.』[注 1]が発売）
- 津田寛治
- 鶴見済
- トータス松本
- 友沢ミミヨ（漫画）
- 豊﨑由美
- とり・みき（漫画）

### な
- 中原昌也
- 仲里依紗（2009年6月より連載）
- なべやかん
- ナンシー関（『ブロス探偵団』を担当[4]）
- ねこぢる（漫画）

### は
- 爆笑問題（太田光・田中裕二。以下、連載リスト）
  - 『爆笑タイタン』（1995年1月14日号 - 9月16日号。爆笑のみならず、所属事務所タイタンの同僚タレントであるキリングセンスとジ・バも参加する連載だった[7]）
  - 『天下御免の向こう見ず』（1995年9月30日号開始。太田のコラムと田中による紙粘土細工の写真を掲載。写真撮影は田子芙蓉が担当[8]）
- バッファロー吾郎
- PUFFY
- Perfume…『たちまち、語リンピックせん?』（2007年8月29日発売の9月1日号より開始[9]。2011年8月17日発売の8月20日号で通算100回を迎えた[10]。2012年12月22日号には、特集として9nineとの対談記事『たちまち、語リンピックせん?SP これって、語リンピックじゃナイン!?』が掲載）
- ピエール瀧
- 細川徹&五月女ケイ子
- 細野晴臣&星野源
- 堀井憲一郎

### ま
- マキタスポーツ
- 真心ブラザーズ
- 町山広美
- 三木聡
- 松尾スズキ…『お婆ちゃん!それ、偶然だろうけどリーゼントになってるよ!!』
- 光浦靖子
- 森知子

### や
- やきそばかおる
- 箭内道彦
- 柳下毅一郎
- 山田広野
- 山田美保子（ナンシー関の後任として、『ブロス探偵団』を担当[4]）

### ら
- 龍ヶ崎あきら
- ロマンポルシェ。

### わ
- ワクサカソウヘイ
- 笑い飯

## Wikipedia本人確認 ウィキ直し!
『Wikipedia本人確認 ウィキ直し!』（ウィキペディアほんにんかくにん ウィキなおし）は、2010年春より連載しているコーナー。ウィキペディア日本語版に掲載されている人物記事のコピーを本人が直筆で添削していくという企画である。第1回は「堀江貴文」。
人物以外の記事を扱う場合もあり、2010年10月30日号には「ねるねるねるね」を発売元であるクラシエフーズの開発担当者が、2011年9月3日号から12月10日号までは「大麻」を『大麻入門』の著者である長吉秀夫が、2013年8月3日号から9月28日号までは全5回に渡り「去勢」を丸屋九兵衛が、それぞれ添削を担当した。
2012年3月31日号は、既存記事の添削ではなく「あったらいいな編」として、2012年3月16日（日付は同誌面より）時点で記事が作成されていなかったコスプレイヤー「うしじまいい肉」の本人直筆による記事が掲載された。
当初は『ウィキナオシ! 本人確認Wikipedia』というタイトルで連載されていた。

## ブロスコミックアワード
その年に新刊が発売、または発売が決まっている作品を対象に、マンガ好きのブロス関係者50人が選ぶマンガ賞。2013年より、「アニメ化コミック部門」が新設された。
- 2008年大賞：日本橋ヨヲコ『少女ファイト』
- 2009年大賞：岩本ナオ『町でうわさの天狗の子』[16]
- 2010年大賞：とよ田みのる『友達100人できるかな』[17]
- 2011年大賞：日下直子『大正ガールズエクスプレス』[18]
- 2012年大賞：押切蓮介『ハイスコアガール』[19]
- 2013年大賞：びっけ『王国の子』[15]
- 2014年大賞：小池ノクト『蜜の島』[20]
- 2015年大賞：山本さほ『岡崎に捧ぐ』[21]
- 2016年大賞：オジロマコト『猫のお寺の知恩さん』[22]
- 2017年大賞：大童澄瞳『映像研には手を出すな！』[23]
- 2018年大賞：鶴谷香央理『メタモルフォーゼの縁側』[24]
- 2019年大賞：和山やま『夢中さ、きみに。』[25]
- 2020年大賞：平庫ワカ『マイ・ブロークン・マリコ』[26]
- 2021年大賞：真造圭伍『ひらやすみ』[27]
- 2022年大賞：高野ひと深『ジーンブライド』[28]
- 2023年大賞：森つぶみ『転がる姉弟』

アニメ化コミック部門
- 2013年大賞：諫山創『進撃の巨人』[15]

## テレビ番組
2012年11月、WOWOWでテレビ番組化された。番組名は『大人番組リーグ TV Bros.TV〜異色テレビ誌・テレビブロスがテレビになったよ。〜』（おとなばんぐみリーグ テレビブロステレビ いしょくテレビしテレビブロスがテレビになったよ）。11月18日に23:00 - 23:40の『大人番組リーグ』枠で放送。また、WOWOWの『大人番組リーグ』公式サイト内でも動画配信を開始した。バックナンバーが売れる秘密を解き明かすほか、連載陣と作り出す企画コーナーを盛り込んだ構成。
プロデューサーは、石川彰子（WOWOW編成部）。本誌の連載担当者と編集者が企画に携わった。
視聴者投票でレギュラー番組化が約束される上位4番組に入ったことにより、2013年7月28日から毎月最終日曜23:00 - 23:30でレギュラー番組が放送されている（全6回）。また、レギュラー化に際し、本誌7月20日号では「祝!レギュラー化『TV Bros. TV』放送直前大特集」と題した特集記事を掲載。
内容は主にコラム執筆陣によるロケーション企画やパロディコーナーなどで構成。

### 出演者
- 松尾スズキ
- 片桐仁（ラーメンズ）

ほか
ナレーション
- 清水ミチコ
- 星野源